# 奴隷解放者
『奴隷解放者』はHBO(日本ではスター・チャンネルが放送)のファンタジー・ドラマ・シリーズである『ゲーム・オブ・スローンズ』の第4章『戦乱の嵐-後篇-』の第3話である。プロデューサーでもあるデイヴィッド・ベニオフ と D・B・ワイスによって、原作『剣嵐の大地』に基づいて脚本が書かれ、アレックス・グレイヴスが監督した。タイトルは、奴隷商人湾で奴隷を解放し続けるデナーリス・ターガリエンを指す。
ジョフリー王が暗殺された後の波紋が主に描かれる。サンサはピーター・ベイリッシュの待つ船に連れられる。オベリンがティリオンの裁判の裁判官の一人に選ばれる。デナーリスの軍勢がミーリーンに着く。

## あらすじ

### キングズランディング
ジョフリー王が殺された直後に、ドントスとサンサ(ソフィー・ターナー)は祝宴から逃げ出す。サーセイ (レナ・ヘディ)とタイウィン(チャールズ・ダンス)はこれに気づき、市の門を閉じていかなる船も出港させないよう命じる。ドントスとサンサは小さな手こぎボートに乗り、霧に隠れた大きな船に着く。サンサは船に上がり、ドントスを雇ったピーター・ベイリッシュ(エイダン・ギレン)に会う。ベイリッシュは石弓でドントスを射殺し、秘密を守るために殺さなければならなかったと言う。
庭園で、オレナ(ダイアナ・リグ)とマージェリー(ナタリー・ドーマー)はジョフリーの死について話し合い、床入りを済ませていないためマージェリーは王妃とみなされないと話す。オレナは、ラニスター家とタイレル家の連合は生きており、残虐なジョフリーの死は好都合だったと言う。大聖堂のジョフリーの死骸の前でタイウィンはトメンに王の資質について説く。二人だけになり、ジェイミー(ニコライ・コスター＝ワルドー)はサーセイを慰めるが、落胆したサーセイは裁判の前にティリオンを殺してくれと頼む。ジェイミーは弟を殺すことはできないと言い、息子の死骸のそばでサーセイを犯す。
売春宿で乱交中のプリンス・オベリンとエラリア・サンドは、オベリンと内密の話をしたいというタイウィンに邪魔をされる。タイウィンは、オベリンがジョフリー暗殺を手助けしたのではないかと疑うが、オベリンは否定する。オベリンは、18年前にグレガー・クレゲインに命じ、エリア・マーテルを犯して殺させたとタイウィンを責める。タイウィンは否定するが、オベリンをグレガーに会わせてやると言う。その代わり、オベリンはティリオン(ピーター・ディンクレイジ)の裁判で三人の裁判官の一人を務めなくてはならない。牢の中のティリオンを、食料を持って従者のポドリックが尋ねる。裁判は二週間後に予定され、サンサは行方不明であると言う。ティリオンはジェイミーを呼ぶよう頼む。ポドリックは立ち去る前、騎士にしてやる代わりにティリオンに不利な証言をしろと求められたが断ったと言う。ティリオンは、危険な立場に置かれたポドリックに、王都から逃げ出すよう命じる。

### 〈北部〉
アリザー・ソーンとジャノス・スリントはサム(ジョン・ブラッドリー)がホワイト・ウォーカーを殺したと信じず、サムをからかう。サムは、ジリ(ハンナ・マリー)は元強姦犯もいる〈壁〉を出て、モウルズ・タウン(土竜の町)に行ったほうが安全だと言う。ジリはサムと一緒に渋々モウルズ・タウンに行き、売春宿を兼ねる汚い酒場に働き口を見つける。
〈巨人殺しのトアマンド〉に率いられた〈野人〉にはゼン族が加わり、小さな村を襲って村人を惨殺する。イグリット(ローズ・レスリー)に父親を殺された男の子オリーだけを殺さずに残し、〈黒の城〉(カースル・ブラック)に行かせて何が起きたか報告させる。〈冥夜の守人〉が集まってオリーの言うことを聞いた後、サー・アリザーは、南に走って〈野人〉を止めるより、〈壁〉を守ることが大事であると思い出させる。メイスター・エイモンは同意し、仲間が百人しかいないことを強調する。ジョン・スノウ(キット・ハリントン)も同意し、マンス・レイダーが〈壁〉の北側から10万の軍で迫って来ると言う。マンスが〈壁〉を通り抜けたらば、千マイル以上もマンスを止める軍が存在しない。
〈冥夜の守人〉たちは角笛が吹かれるのを聞き、哨士が戻ったと知る。エッドとグレンが門を通って戻る。二人は反乱のあった〈クラスターの砦〉で囚われていたが、後に逃げ出したと言う。カール(バーン・ゴーマン)に率いられた反乱集団は〈クラスターの砦〉に居座ることにし、死んだクラスターの妻たちを犯し、食料の蓄えを腹に入れていると言う(『穢れなき軍団』)。ジョンはアリザーに、〈クラスターの砦〉に行って反乱者を殺さなければならないと言う。ジョンが〈野人〉と一緒にいた時、〈黒の城〉には千人の兵士がいると嘘をついていたが(『炎の口づけ』)、〈野人〉が反乱者を捕えたら、〈壁〉には百人の兵士しかいないことが知られてしまうためである。

### ドラゴンストーン
スタニス(スティーヴン・ディレイン)とダヴォス(リアム・カニンガム)は、ジョフリーが殺されたことを知らせる手紙を読む。スタニスはメリサンドルの呪文のおかげだと言い、ジェンドリーを逃がし、貴族の味方を増やすこともできないダヴォスを責める。ダヴォスは、エッソスに目を向けて傭兵を雇うことを示唆するが、軍資金がないことをスタニスが思い出させる。後に、ダヴォスは読み方を学ぶためにスタニスの娘のシリーンを訪ねる。シリーンと話をしている時、ブレーヴォスの〈鉄の銀行〉がスタニスに融資をしてくれるかもしれないと突然に思いつく。ダヴォスとシリーンは手紙を書き始める。

### リヴァーランド
サンダー・”ハウンド”・クレゲイン(ロリー・マッキャン)とアリア(メイジー・ウィリアムズ)はアリンの谷間に向かって東に旅を続け、農家に一夜の宿を借りる。夕食の席で、ハウンドは銀貨をもらって農夫を手伝うことを承知する。しかし翌朝、アリアの抗議にもかかわらず、ハウンドは農夫を殴り倒して銀貨を奪う。年取った農夫と幼い娘は次の冬を越せそうもなく、死ぬ奴に銀貨は不要だとハウンドは言う。

### 狭い海の向こう側
デナーリス・ターガリエン(エミリア・クラーク)とその軍勢はミーリーンの市壁の外に着き、ミーリーンのチャンピオン(最高の騎士)に迎えられる。サー・ジョラー(イアン・グレン)は、デナーリスも自分のチャンピオンを選び、ミーリーンのチャンピオンと戦わせなければならないと言う。誰が戦うべきか助言者たちはもめるが、ダーリオ・ナハーリス(マイケル・ユイスマン)が選ばれる。ミーリーンのチャンピオンが馬で向かって来るが、ダーリオは短剣を投げて馬の目を貫く。馬は倒れ、ダーリオは易々とチャンピオンを倒す。デナーリスはミーリーンの奴隷たちに、アスタポアとユンカイを征服し、奴隷を解放したことを話す。デナーリスのもたらす自由の象徴として、壊した首輪を詰めた樽をカタパルトで街に投げ込むよう命じる。

## 製作

### 脚本
原作第三部『剣嵐の大地の第57、61、62、66章に基づいて、プロデューサーでもあるデイヴィッド・ベニオフ と D・B・ワイスが脚本を書いた。原作ではストロング・ベルウァスが活躍するミーリーン城壁前での戦いが、ダーリオ・ナハーリスに書き換えられている。

## 評判

### 視聴者数
初回放送では660万人が視聴し、同夜の再放送では160万人が視聴した。

## 参照
1. ↑  Game of Thrones viewership ratings rise once more with Breaker of Chains